# شهرستان اوساکاروف
شهرستان اوساکاروف (به قزاقی: Осакаров ауданы، وساكاروۆ اۋدانى)  یک شهرستان در قزاقستان است که در استان قراغندی واقع شده‌است. شهرستان اوساکاروف ۳۱۲۴۳ نفر جمعیت دارد.